# Тина Луиз
Тина Луиз (англ. Tina Louise, наст. имя Татьяна Иосифовна Чернова Блейкер, род. 11 февраля 1934) — американская актриса, певица и писательница, лауреат премии «Золотой глобус».

## Ранняя жизнь

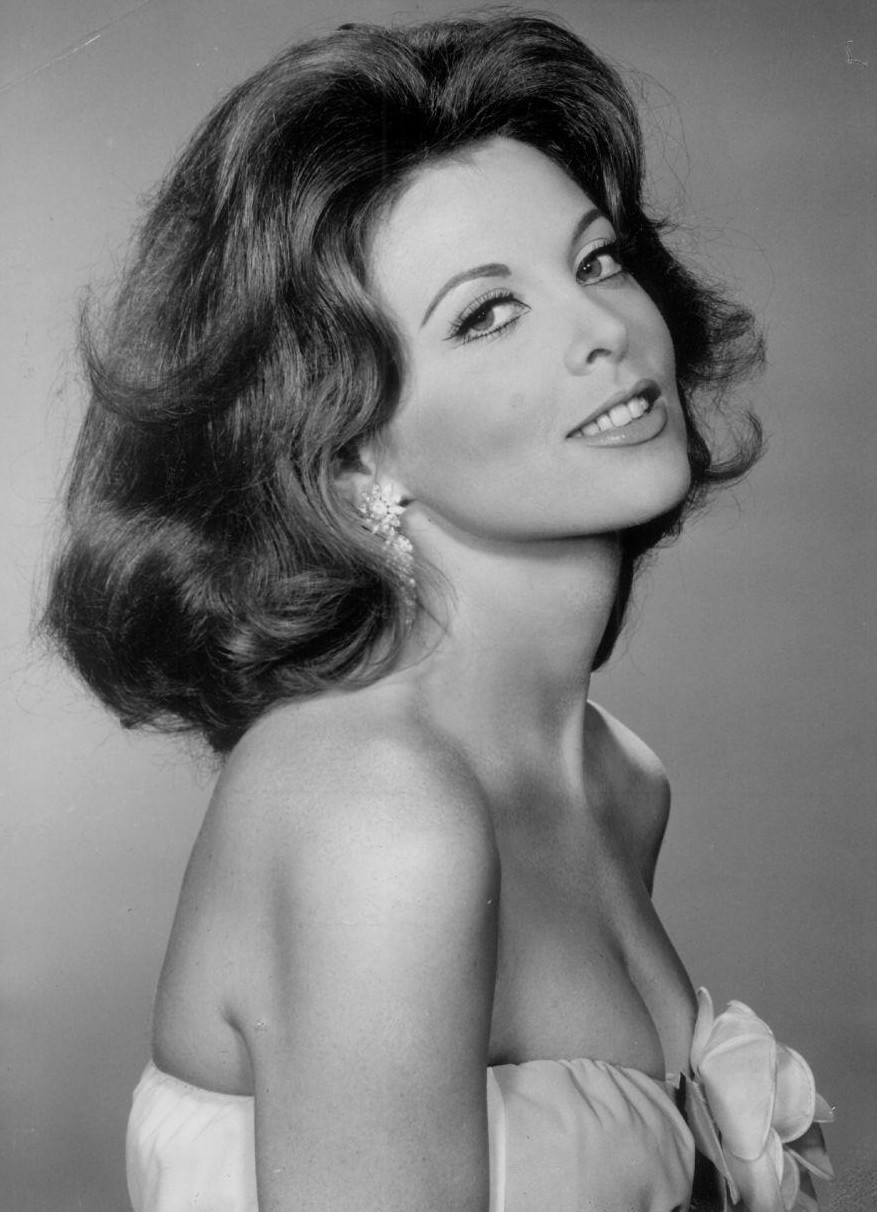
Тина Луиз в 1964 году

Татьяна Иосифовна Чернова Блейкер родилась в Нью-Йорке в еврейской семье. Она дочь фотомодели Бетти Рог Майерс. В возрасте семнадцати лет она начала изучать актёрское мастерство и вскоре дебютировала на Бродвее в мюзикле с Бетт Дейвис. Затем последовал целый ряд ролей в бродвейских мюзиклах.

## Карьера
Тина Луиз дебютировала в 1958 году в фильме «Богова делянка». В том же году она была названа национальным советом искусств «Самой красивой женщиной мира». Тина Луиз добилась известности благодаря ролям сложных и мрачных женщин, не похожих на гламурных звезд того периода. В начале шестидесятых она снялась в ряде итальянских фильмов, таких как «Гарибальди», и продолжала активно выступать на сцене.
Тина Луиз добилась наибольшей известности благодаря своей роли кинозвезды Джинджер Грант в комедийном сериале «Остров Гиллигана». Из-за того, что впоследствии она стала ассоциироваться со своим персонажем из сериала, карьера актрисы в последующие годы складывалась в основном на телевидении и комедийных фильмах. Она снялась в фильме «Степфордские жёны» в 1975 году, а после пыталась отойти от комедийного амплуа, появляясь в драмах.
Тина Луиз снялась в телесериале «Даллас» в 1978—1979 годах, а позже кратко появилась в мыльных операх «Санта-Барбара» и «Все мои дети».

## Личная жизнь
В 1966 году вышла замуж за диктора Леса Крейна. В 1970 году у них родилась дочь Каприс Крейн, которая стала писательницей. В 1971 году Луиз и Крейн развелись.

## Избранная фильмография

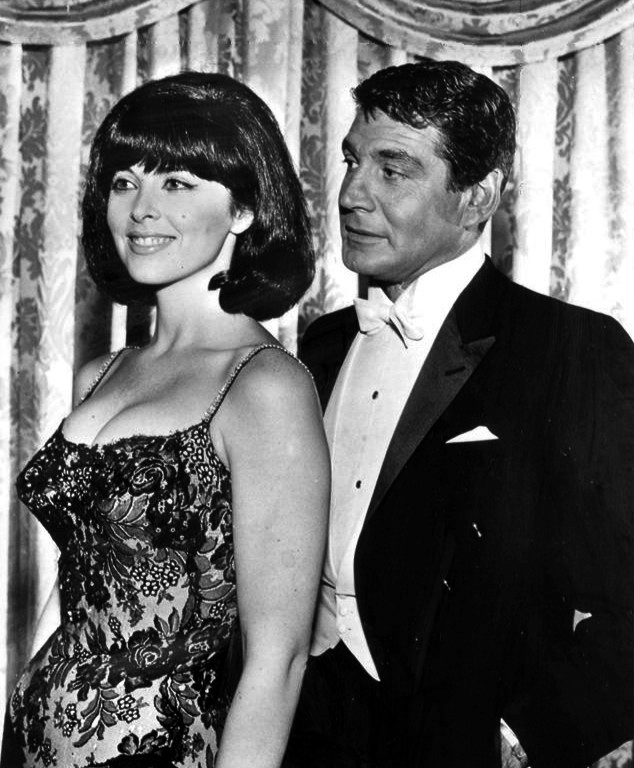
Тина Луиз и Джин Барри в 1964 году.

| Год       |   | Русское название           | Оригинальное название    | Роль                             |
| --------- | - | -------------------------- | ------------------------ | -------------------------------- |
| 1961      | ф | Да здравствует Италия!     | Viva l’Italia!           | французская журналистка          |
| 1964—1967 | с | Остров Гиллигана           | Gilligan’s Island        | Джинджер Грант                   |
| 1967      | с | Бонанза                    | Bonanza                  | Мэри Бернс                       |
| 1968      | ф | Команда разрушителей       | The Wrecking Crew        | Лола Медина                      |
| 1974      | с | Коджак                     | Kojak                    | Одри Норрис                      |
| 1975      | ф | Степфордские жёны          | The Stepford Wives       | Шармейн Уимперис                 |
| 1976      | с | Доктор Маркус Уэлби        | Marcus Welby, M.D.       | Сьюзан Дейгер                    |
| 1977      | ф | Солянка по-кентуккийски    | The Kentucky Fried Movie | Сьюзан Дейгер                    |
| 1978—1979 | с | Даллас                     | Dallas                   | Джули Грей                       |
| 1979—1987 | с | Лодка любви                | The Love Boat            | в роли самой себя / Бетти Брикер |
| 1983      | с | Рыцарь дорог               | Knight Rider             | Энн Тайлер                       |
| 1984      | ф | Облава                     | Canicule                 | Ноэми Блу                        |
| 1986      | с | Санта-Барбара              | Santa Barbara            | Кассандра Данн                   |
| 1990      | с | Женаты… с детьми           | Married… with Children   | мисс Бек                         |
| 1991      | ф | Джонни Замша               | Johnny Suede             | миссис Фонтейн                   |
| 1994      | с | Все мои дети               | All My Children          | Тиш Придмор                      |
| 1995      | с | Розанна                    | Roseanne                 | Розанна                          |
| 1997      | ф | Добро пожаловать в Вуп-Вуп | Welcome to Woop Woop     | Белла                            |
| 1999      | с | Жара в Лос-Анджелесе       | L.A. Heat                | Патриша Людвигсон                |
| 2014      | ф | Поздние фазы               | Late Phases              | Кларисса                         |